# Tam bộ hổ
Tam bộ hổ (Trung quốc gọi là 三步虎) là một thế trận khai cuộc trong cờ tướng với cách di chuyển quân của bộ ba (Xe Pháo Mã) ba nước dịch chuyển quần uyển chuyển như bước đi của con hổ nên thế trận này được gọi là tam bộ hổ.

## Giới thiệu
Đây là lối chơi rõ ràng không cần phải khéo léo, bạn đầu thế trận nạy được sử dụng cho bên đi sau khi bên đi trước chậm ra xe, nhưng sau này người ta nghiên cứu thêm tam bộ hổ ở cánh ngược.

## Nước biến trong khai cuộc

### Tam bộ hổ cánh thuận
Nước 1 Pháo 2 bình 5, Mã 8 tiến 7
Nước 2 Mã 2 tiến 3, Xe 9 bình 8
Nước 3 Tốt 3 tiến 1, Pháo 8 bình 9

### Tam bộ hổ cánh nghịch
Nước 1 Pháo 2 bình 5, Mã 2 tiến 3,
Nước 2 Mã 2 tiến 3, Pháo 2 bình 1,
Nước 3 Xe 1 bình 2, Xe 1 bình 2,